# Ataques dos Estados Unidos a instalações nucleares iranianas
Em 22 de junho de 2025, o presidente dos Estados Unidos, Donald Trump, anunciou que a Força Aérea dos Estados Unidos realizou ataques a vários locais nucleares no Irã, incluindo a Usina de Enriquecimento de Combustível de Fordo, a Instalação Nuclear de Natanz e o Centro de Tecnologia/Pesquisa Nuclear de Isfahan. A ofensiva (chamada de "Operação Martelo da Meia-noite", ou "Operation Midnight Hammer") empregou mais de uma dúzia de bombas GBU-57A/B MOP de 14 000 quilos, lançadas por bombardeiros furtivos Northrop B-2 Spirit, além de mísseis Tomahawks disparados a partir de submarinos. Essas instalações nucleares estão entre os principais centros de enriquecimento de urânio do país. A guerra entre Irã e Israel resultou em intensos combates entre os dois países.
O Irã retaliou lançando uma salva de mísseis contra a Base Aérea de Al Udeid, a mais importante base da força aérea dos Estados Unidos no Oriente Médio. Nenhuma fatalidade ou danos a base foi reportado, com as defesas antiaéreas americanas interceptando todos os mísseis iranianos.

## Antecendentes
Donald Trump tem afirmado de forma consistente, desde pelo menos 2011, que o Irã não deveria ser autorizado a adquirir armas nucleares. Essa posição foi mantida tanto durante seus dois mandatos presidenciais quanto nos períodos em que não estava no cargo. Em 19 de fevereiro de 2025, Trump deu ao Irã um prazo de duas semanas para chegar a um acordo. Nas horas anteriores, os Estados Unidos enviaram bombardeiros furtivos B-2 para Guam. As bases militares americanas no Oeste da Ásia entraram em estado de alerta máximo e reforçaram seus sistemas de defesa aérea, enquanto o Irã ameaçava atacar qualquer país que apoiasse Israel. Os Houthis também declararam estar prontos para lutar. Em resposta, os Estados Unidos advertiram que reagiriam com uma retaliação devastadora caso seus interesses fossem ameaçados.
Em 17 de junho, Trump exigiu que o Irã se rendesse incondicionalmente. Nos dias seguintes, o secretário de Estado dos Estados Unidos, Marco Rubio, afirmou a aliados que Washington preferia uma solução diplomática.

## Ataques

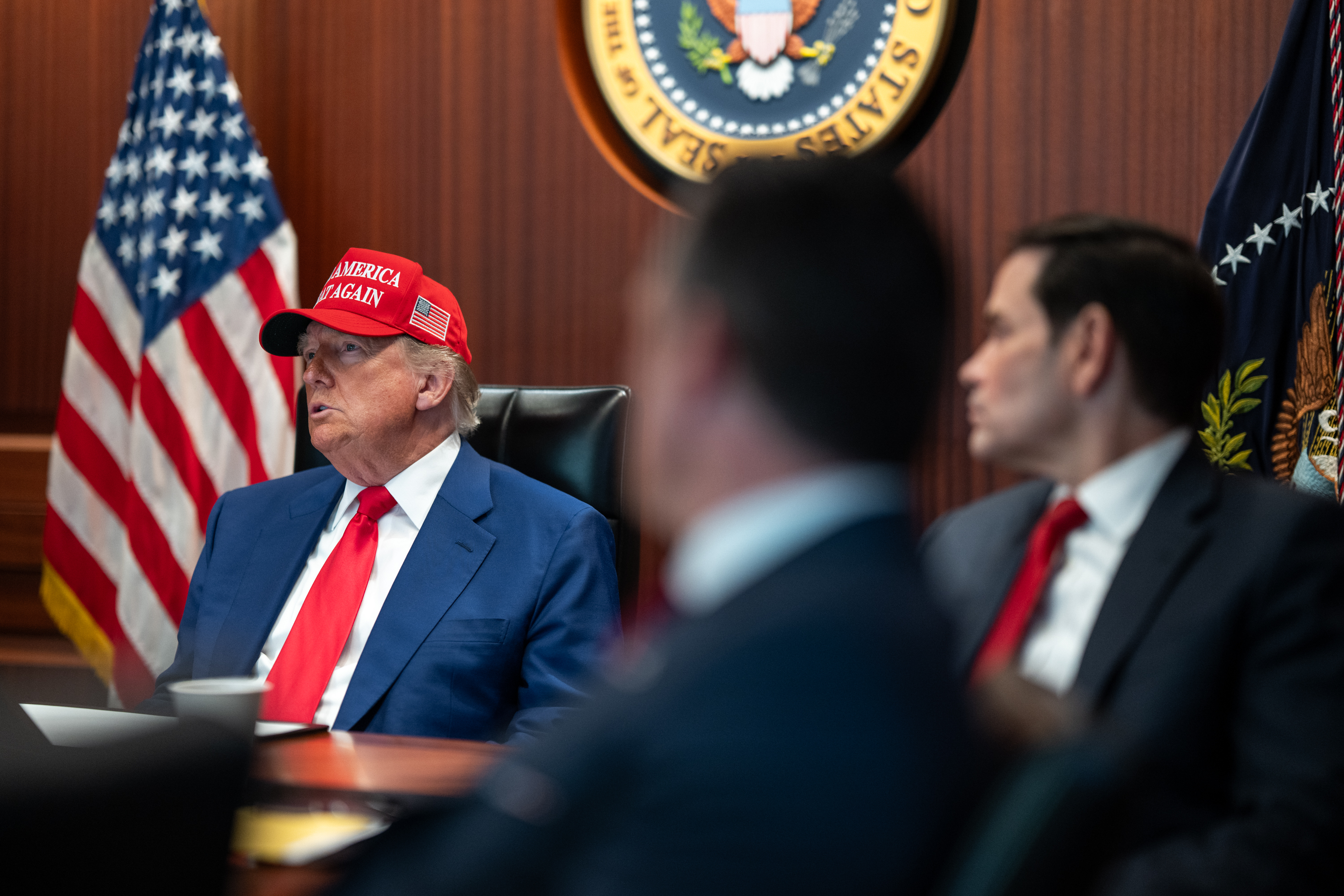
O presidente Donald Trump e sua equipe de segurança nacional se reúnem na Sala de Situação da Casa Branca, sábado, 21 de junho de 2025

Em 22 de junho, a Força Aérea e a Marinha dos Estados Unidos atacaram três instalações nucleares iranianas, incluindo Fordo, Natanz e Isfahan. Seis bombardeiros Northrop B-2 Spirit lançaram 12 bombas GBU-57A/B MOP nas instalações de Fordo, e Natanz também foi atingida por dois MOPs; submarinos dispararam 30 mísseis Tomahawk em Natanz e Isfahan.
Três autoridades iranianas declararam que "acreditavam" que Natanz e Fordo foram atingidos por volta das 2h30 hora local (23h00 do dia anterior UTC). Trump afirmou que “Fordo se foi”.
Após os ataques, Trump escreveu: 

Concluímos com muito sucesso o ataque aos três locais nucleares no Irã, incluindo Fordo, Natanz e Esfahan. Todas as aeronaves já estão fora do espaço aéreo iraniano. Uma carga completa de bombas foi lançada no alvo principal, Fordo. Todas as aeronaves retornam em segurança para casa. Parabéns aos nossos grandes guerreiros americanos. Não há outra força militar no mundo que poderia ter realizado isso. AGORA É O MOMENTO PARA A PAZ! Obrigado pela atenção a este assunto.
Pouco depois do atentado, uma breve declaração de Trump foi anunciada para 10 pm EDT em 21 de junho.
A agência de comunicação social estatal do Irão, IRNA, citando um responsável iraniano, informou que não havia material radioactivo nos três locais que foram alvo. Morteza Heidari, porta-voz do Comité de Emergência da Cidade de Qom, disse que as forças inimigas bombardearam "partes da instalação nuclear de Fordo".
Um funcionário dos Estados Unidos teria dito que bombardeiros B-2 estavam envolvidos nos ataques.
Segundo a AIEA, nenhuma nova radiação foi detectada nas instalações nucleares do Irã desde o ataque dos Estados Unidos. Israel disse que estava em "total coordenação" com os EUA no planejamento dos ataques. Pirhossein Kolivand, chefe do Crescente Vermelho, afirmou que os ataques não causaram fatalidades. Em 25 de junho, Trump afirmou que pessoas enviadas por Israel confirmaram a destruição do local.
Após o ataque, durante seus comentários na Cúpula da OTAN em Haia em 2025, Trump disse que as instalações nucleares foram "obliteradas", mas chamou a inteligência de "muito inconclusiva". Em 24 de junho, um relatório vazado pela CNN e pelo The New York Times concluiu que os Estados Unidos não destruíram o programa nuclear do Irã, mas apenas o atrasaram por alguns meses. O governo Trump desacreditou o relatório.

## Reações
O presidente Donald Trump chamou os ataques de "muito bem-sucedidos". Durante sua declaração, com cerca de quatro minutos de duração, ele os chamou de um "sucesso militar espetacular", confirmou as reportagens anteriores e alertou sobre mais ataques se o Irã não buscasse a paz.

### Apoios
O senador republicano da Carolina do Sul, Lindsey Graham, elogiou os ataques, afirmando que foi "a decisão certa" e que "o regime merece". O representante Thomas Massie (também republicano) condenou os ataques como "não constitucionais".
O primeiro-ministro israelita Benjamin Netanyahu felicitou Trump, afirmando que a sua "decisão ousada" de atacar as instalações nucleares do Irã com o "poder justo e impressionante dos Estados Unidos" seria um "ponto de viragem histórico" e disse que "o presidente Trump impediu que o regime mais perigoso obtivesse a arma mais perigosa". O antigo ministro da defesa israelita Yoav Gallant disse que Trump tinha tomado uma "decisão ousada para os Estados Unidos, para Israel, para toda a humanidade".

### Oposição
O representante democrata Jim Himes respondeu à publicação de Trump, escrevendo: "De acordo com a Constituição que ambos juramos defender, minha atenção para este assunto vem ANTES que as bombas caiam. Ponto final." O líder da minoria democrata Hakeem Jeffries disse: "O presidente Trump enganou o país sobre suas intenções, não conseguiu obter autorização do Congresso para o uso da força militar e corre o risco de envolvimento americano em uma guerra potencialmente desastrosa no Oriente Médio".
O Secretário-Geral da ONU, António Guterres, descreveu os ataques como uma “escalada perigosa” e apelou à diplomacia.

### Resposta iraniana
A agência de mídia estatal do Irã, IRNA, citando uma autoridade iraniana, informou que não havia material radioativo nos três locais que foram alvo. Morteza Heidari, porta-voz do Comitê de Emergência da cidade de Qom, disse que as forças inimigas bombardearam "partes da instalação nuclear de Fordo". Autoridades iranianas afirmaram que não há perigo para os residentes que vivem perto das instalações nucleares atingidas pelos ataques dos Estados Unidos, de acordo com a mídia estatal iraniana. Citando a Sede de Gerenciamento de Crises da província de Qom, onde está localizada a instalação de Fordo, a IRNA declarou: "não há perigo para o povo de Qom e arredores". Segundo autoridades iranianas, o material nuclear já havia sido evacuado e transferido para outro local antes dos ataques.
O Magen David Adom, o serviço nacional de emergência médica e desastres de Israel, informou que pelo menos dezesseis pessoas em Israel ficaram feridas por mísseis iranianos lançados em retaliação aos ataques noturnos. Em 22 de junho, a mídia iraniana também noticiou que Majid Masibi, acusado pela República Islâmica de "espionar para Israel", havia sido executado.
Em 23 de junho, o Irã atacou uma base dos Estados Unidos no Catar em retaliação aos ataques americanos. O Catar havia fechado seu espaço aéreo antes da chegada dos mísseis e afirmou ter interceptado todos eles. Após o ataque, os Emirados Árabes Unidos, Bahrein, Kuwait e Iraque também fecharam seus espaços aéreos. O ataque foi condenado em todo o mundo árabe. No dia seguinte, Trump anunciou um cessar-fogo, encerrando o conflito.
Um relatório do Instituto para o Estudo da Guerra insinuou que o Irã havia orquestrado os ataques para minimizar as tensões, em parte notificando Al Udeid com antecedência. Autoridades iranianas relativamente "moderadas" teriam exigido o fim do conflito do Líder Supremo Ali Khamenei.

## Análise
O membro sênior do Conselho de Relações Exteriores, Ray Takeyh, chamou aos ataques "uma nova fase, e potencialmente problemática", e disse que o Irão "teria essencialmente de restaurar o orgulho de alguma forma", potencialmente lançando ataques a locais ou representantes militares americanos.
O diretor da Iniciativa de Segurança do Médio Oriente Scowcroft no Conselho Atlântico, Jonathan Panikoff, alertou que o Irão poderia responder desproporcionalmente para restaurar a dissuasão, afirmando que "estamos perante uma espiral de escalada significativa que poderia sair rapidamente do controlo".
Os Estados Unidos podem ter atingido vários locais nucleares no Irã, uma vez que determinaram que os ataques israelitas provavelmente não causariam mais danos e apenas atrasariam o programa nuclear do Irã em cerca de seis meses.
O correspondente da NBC News, Matt Bradley, disse na MSNBC que Trump pode não esperar uma grande reação do Irã, dada a falta geral de resposta após o assassinato de Qasem Soleimani em 2020.

### Preço do petróleo
Em 23 de junho de 2025, os preços globais do petróleo subiram acentuadamente pela manhã em meio a temores de possível interrupção no fornecimento de energia. Nesse dia, os preços do petróleo ficaram abaixo de US$ 70 novamente (7% abaixo quando comparado com 20 de junho), indicando que o mercado de petróleo considerou o ataque e a resposta do Irã (ataque com mísseis às bases dos EUA no Catar e a abertura do Estreito de Ormuz) como inconsequentes.